# Sigeardo di Beilstein
Sigeardo di Beilstein (o Sieghard o Singifredo, oppure di Tengling; Baviera, ... – 12 agosto 1077) è stato un patriarca cattolico tedesco, patriarca di Aquileia dal 1068 al 1077 e primo patriarca della Patria del Friuli, dal 3 aprile 1077 alla morte.

## Biografia
Sigeardo era il figlio di Sigeardo VII conte di Chiemgau, della dinastia dei Sigeardingi, e di Bilihild di Andechs. Nel 1072 consacra il monastero di Michaelbeuern, a nord di Salisburgo; lo stesso anno riesce a far assegnare a sua sorella Friedgund, badessa di S. Maria in Aquileia, alcuni villaggi in Italia.
Successore del patriarca di Aquileia Ravengero nel 1068, durante la lotta per le investiture si schierò dalla parte dell'imperatore Enrico IV, sceso in Italia per ottenere la revoca della scomunica ottenuta da papa Gregorio VII (celebre l'episodio della cosiddetta "umiliazione di Canossa"). Enrico si trovò ben presto ad affrontare una rivolta dei nobili, dovuta alla sua lontananza e al fatto che il papa, pur avendo ritirato la scomunica, non aveva annullato la dichiarazione di decadenza dal trono. Risolti i problemi con il papa, Enrico tentò dunque di precipitarsi in patria per ristabilire il suo potere, ma scoprì che i nobili locali che controllavano i valichi alpini si erano schierati con la nobiltà tedesca, vista al momento come favorita. Solo Sigeardo gli concesse di passare.
Per la sua fedeltà, Sigeardo ottenne dall'imperatore, con la dieta di Pavia del 3 aprile 1077, l'investitura feudale di Duca del Friuli (dopo aver deposto il conte Lodovico, che ricopriva tale carica fino a quel momento) e il titolo di Principe; i titoli di Marchese d'Istria, Margravio della Carniola gli verranno assegnati con la dieta di Norimberga dell'11 giugno dello stesso anno, costituendo quindi il Principato ecclesiastico di Aquileia, feudo diretto del Sacro Romano Impero. Ottenne inoltre la proprietà del feudo di Lucenigo (ora frazione di Gorizia) che in precedenza era stato del conte Ludwig e a cui successe il conte Werigands.
Sigeardo morì di morte improvvisa pochi mesi dopo l'investitura, il 12 agosto 1077.